# Челідзе Григорій Михайлович
Григорій Михайлович Челідзе (нар. 1914, Кутаїс, Кавказьке намісництво, Російська імперія — пом. 9 квітня 1985) — радянський грузинський футболіст, захисник, та півзахисник.

## Життєпис
Розпочинав грати у футбол 1928 року в «Динамо» (Кутаїсі). Вступив до тбіліського Закавказького інституту інженерів залізничного транспорту, грав у першості Тбілісі 1934 року. З 1937 року — в «Локомотиві» (Тбілісі), а в 1938  провів 10 матчів у чемпіонаті. У 1939—1951 роках грав за «Динамо» (Тбілісі), зіграв у чемпіонаті 105 матчі (плюс два анульовані 1941 року).